# Bractwo Kapłańskie Świętego Piusa X
Bractwo Kapłańskie Świętego Piusa X (łac. Fraternitas Sacerdotalis Sancti Pii X, FSSPX, SSPX, pot. lefebryści lub lefebvryści, rzadko piusowcy) – katolickie stowarzyszenie życia apostolskiego o nieuregulowanym statusie kanonicznym. W 2016 Bractwo zrzeszało 593 księży (707 w 2022) i posiadało 750 kaplic w 70 krajach na wszystkich zamieszkanych kontynentach. Prowadziło także dwie szkoły wyższe, ponad 100 szkół oraz 7 domów starców. W tym czasie w sześciu seminariach duchownych Bractwa (Ecône w Szwajcarii, Flavigny-sur-Ozerain we Francji, Goulburn w Australii, Winona w USA, La Reja w Argentynie oraz Zaitzkofen w Niemczech) do posługi kapłańskiej przygotowywało się ponad 200 mężczyzn. Obecnym przełożonym FSSPX jest ks. Dawid Pagliarani.

## Historia

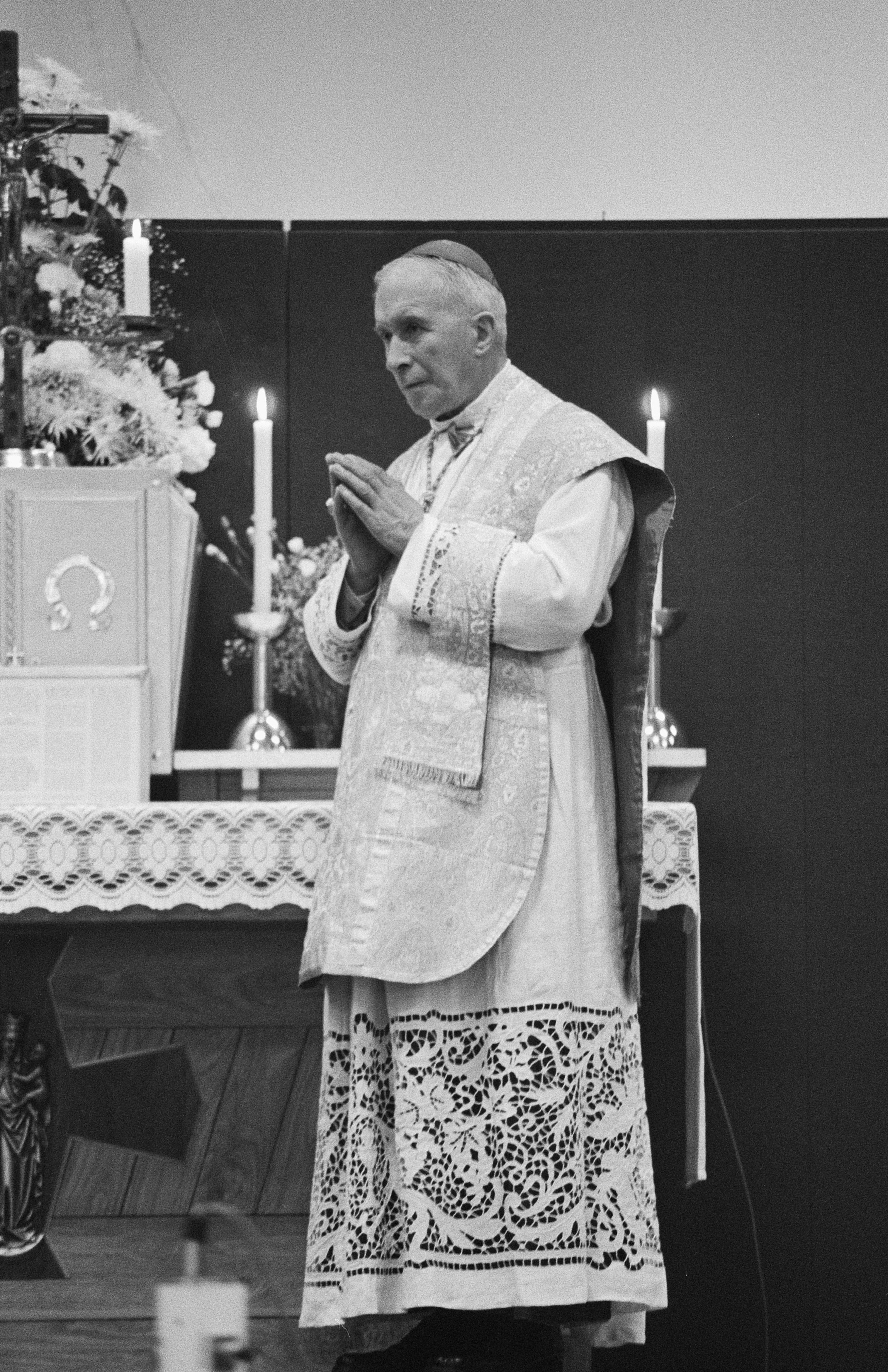
Abp Marcel Lefebvre, założyciel Bractwa, celebrujący Mszę w tradycyjnym rycie rzymskim

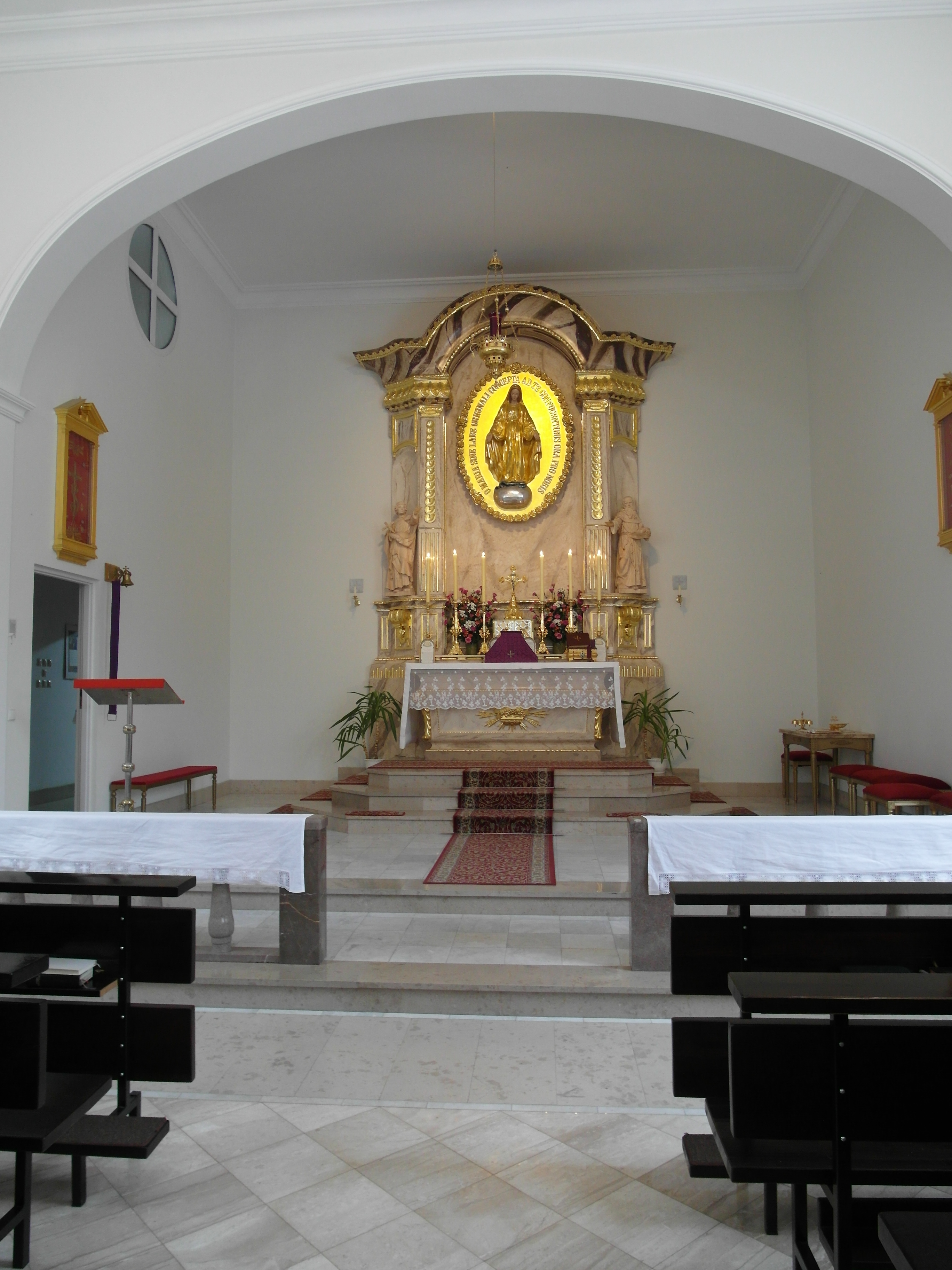
Ołtarz w kościele pw. Niepokalanego Poczęcia NMP przy warszawskim przeoracie FSSPX

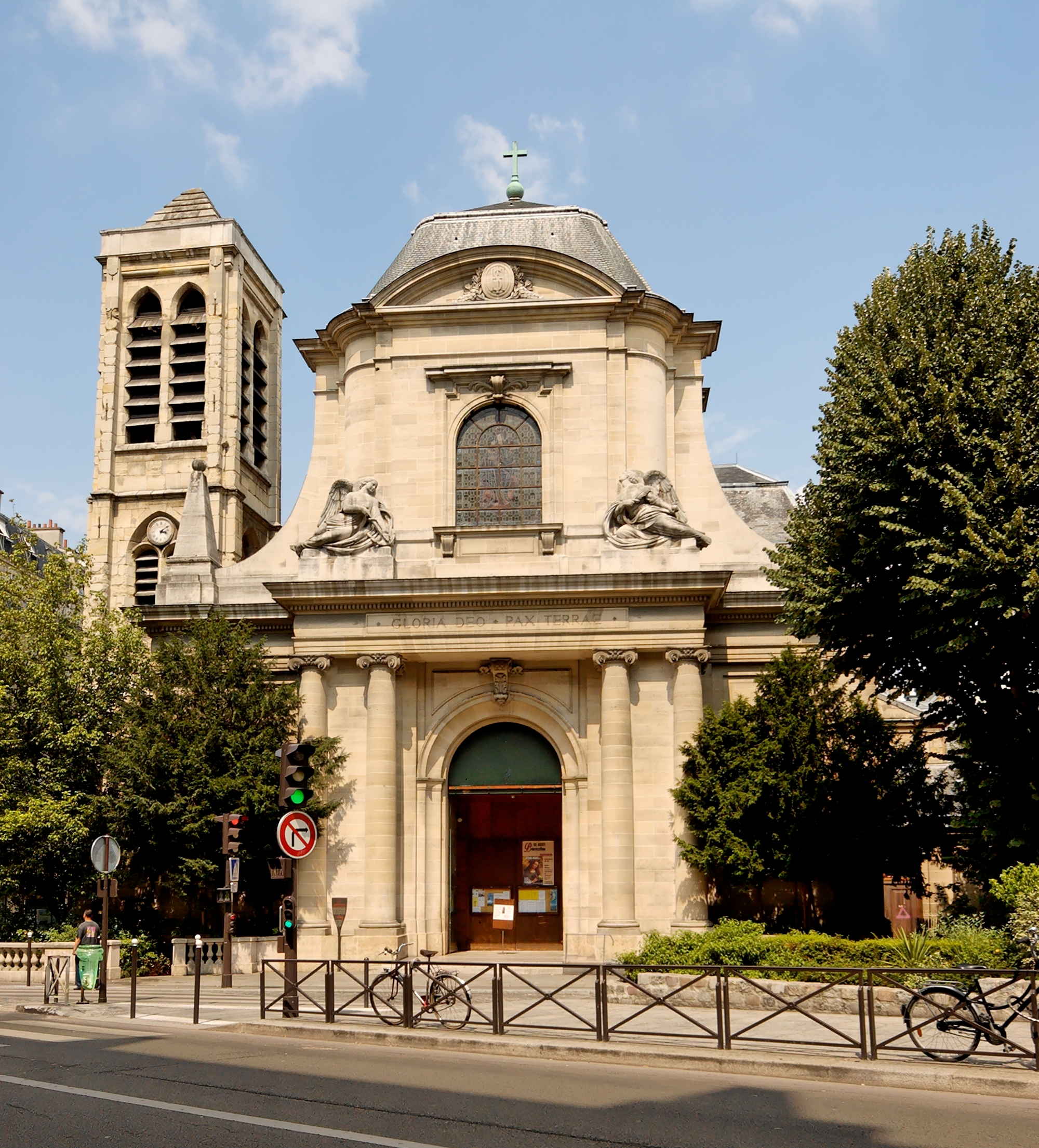
Kościół Saint Nicolas du Chardonnet – główny ośrodek Bractwa św. Piusa X w Paryżu

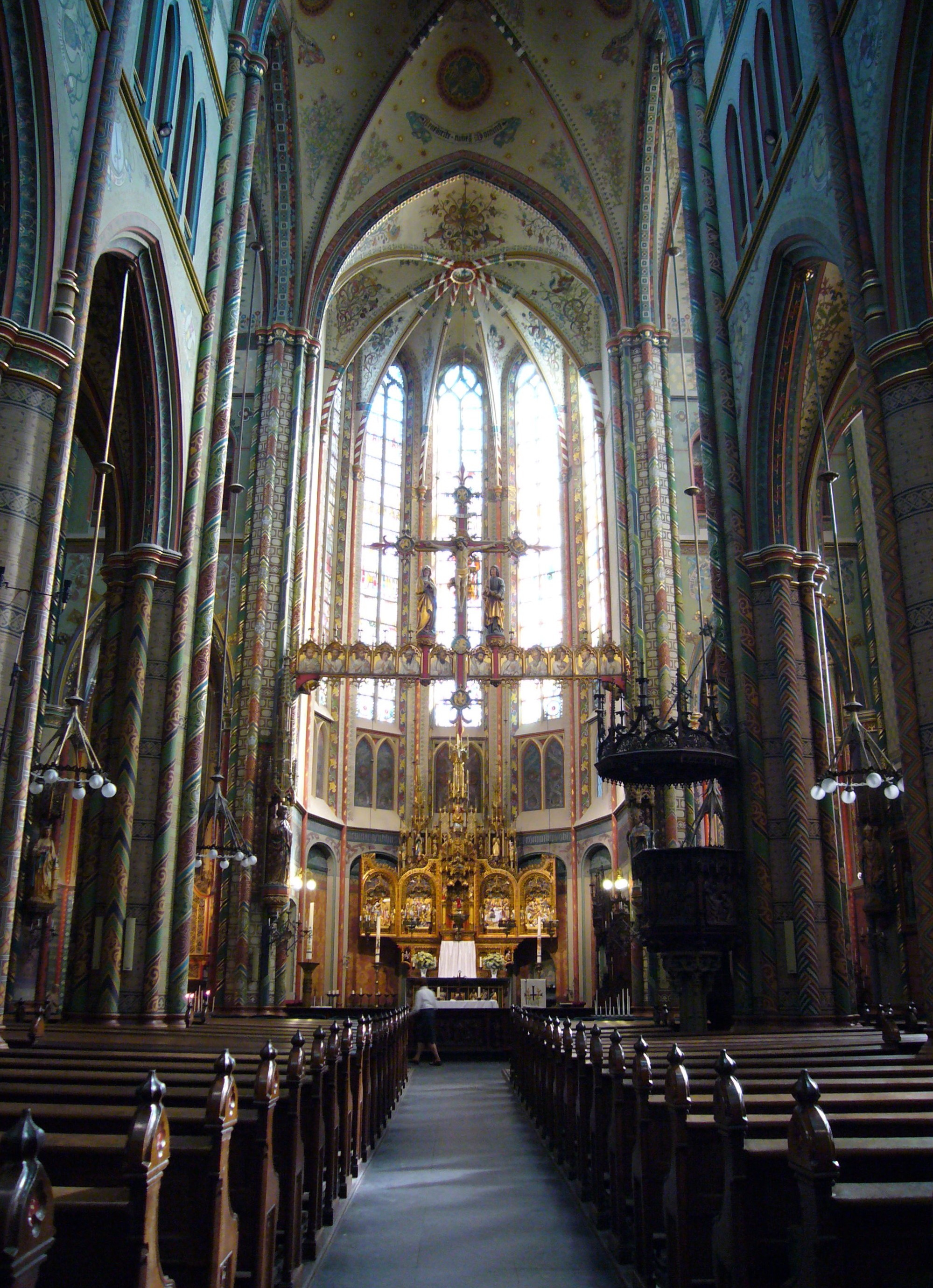
Kościół św. Wilibrorda, Utrecht, Holandia, był używany przez FSSPX od roku 2015

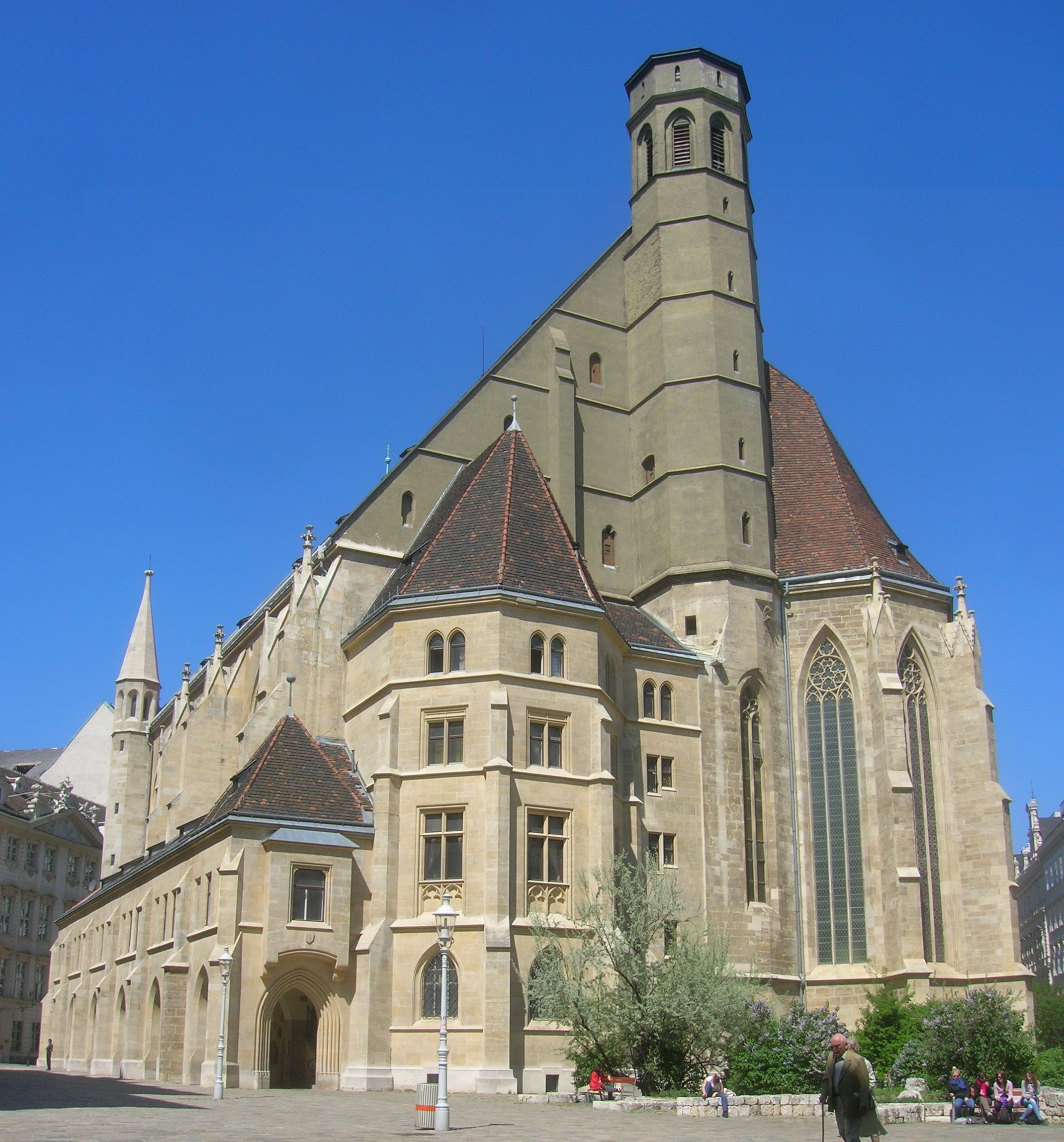
Minoritenkirche w Wiedniu, Austria, był ofiarowany bractwu w roku 2021

Bractwo powstało w łonie Kościoła rzymskokatolickiego z inicjatywy arcybiskupa Marcela Lefebvre’a. Powołane do życia zostało 1 listopada 1970 przez François Charrière’a – biskupa Lozanny, Genewy i Fryburga, jako stowarzyszenie życia apostolskiego na prawie diecezjalnym, czyli jako stowarzyszenie kleryckie, którego członkowie żyją wspólnie i według określonych reguł, ale bez ślubów zakonnych. Zgodnie z kanonicznym zwyczajem statut Bractwa został zatwierdzony na czas określony (ad experimentum).
Jako że pojawiały się częste zarzuty wobec Bractwa co do nieakceptowania przez jego członków postanowień soboru watykańskiego II, w październiku 1974 – na zlecenie Kongregacji ds. Duchowieństwa – odbyła się wizytacja seminarium w Ecône, prowadzonego przez Bractwo. 21 listopada 1974 Lefebvre wydał oświadczenie, w którym podkreślił swoją wierność Katolickiemu Rzymowi, obrońcy wiary katolickiej. Bractwo zarzuciło jednocześnie reformom soboru watykańskiego II wywodzące się z herezji neomodernizm i neoprotestantyzm, twierdząc, że prowadzą one do laicyzacji i zniszczenia od środka Kościoła katolickiego, stąd odmawia ich zaakceptowania w sprawach sprzecznych z tradycją.
21 stycznia 1975 zebrała się Komisja Kardynałów, która po omówieniu raportu wizytatorów apostolskich postanowiła zaprosić abpa Lefebvre’a na rozmowy. Na spotkaniach, do których doszło 13 lutego i 3 marca 1975, nie udało się osiągnąć porozumienia. W konsekwencji Komisja Kardynałów 6 maja 1975 przekazała przełożonemu Bractwa pismo, w którym zwrócono między innymi uwagę na to, że „niedopuszczalne jest (…) poddawanie zarządzeń papieskich swojemu prywatnemu osądowi oraz samodzielne decydowanie o tym, które decyzje przyjąć, a które odrzucić”. Na mocy tego dokumentu seminarium w Ecône i Bractwo utraciły podstawę prawną do działania. Mimo apelacji decyzja została podtrzymana.
Pomimo ostrzeżeń kierowanych przez legatów i papieża Pawła VI, który na konsystorzu wprost upomniał Lefebvre’a, w czerwcu 1976 udzielił on święceń prezbiteriatu klerykom Bractwa bez zgody miejscowego ordynariusza, co było niezgodne z przepisami Prawa Kanonicznego. W związku z tym, 22 lipca 1976 Paweł VI zawiesił działanie Bractwa, a Marcela Lefebvre’a ukarał suspensą a divinis.
Po tym akcie jeszcze kilkakrotnie dochodziło do wymiany korespondencji pomiędzy Pawłem VI i Kurią Rzymską a arcybiskupem Lefebvre’em, jednak nie doprowadziły one do pojednania stron.
30 czerwca 1988 Marcel Lefebvre bez zgody papieża konsekrował wraz ze współkonsekratorem Antôniem de Castro Mayerem, przełożonym tradycjonalistycznego FSSJV, czterech biskupów – Bernarda Fellaya, Alfonso de Galarreta, Bernarda Tissier de Mallerais i Richarda Williamsona. Dwa dni później Jan Paweł II ogłosił w motu proprio Ecclesia Dei adflicta, że abp Lefebvre i czterej wyświęceni przezeń biskupi zaciągnęli na siebie ekskomunikę latae sententiae (wiążącą mocą samego prawa), ponieważ udzielenie święceń biskupich miało miejsce bez mandatu Stolicy Apostolskiej.
FSSPX nie zaakceptowało tej decyzji. Powołując się na pkt 7 kanonu 1323 KPK argumentowało, że ekskomunika była od samego początku nieważna, gdyż zakazany czyn Lefebvre popełnił sądząc, że jest w stanie wyższej konieczności, związanej z kryzysem w Kościele, co zgodnie z kodeksem prawa kanonicznego zwalnia go z kary ekskomuniki, nawet gdyby się mylił.
FSSPX utrzymywało przyjazne relacje oraz kontakty z brazylijskim tradycjonalistycznym Bractwem Kapłańskim Świętego Jana Marii Vianneya (FSSPJV), które, podobnie jak piusowcy, było przeciwne soborowi oraz opowiadało się za utrzymaniem tradycji. Przełożony bractwa Antônio de Castro Mayer również został ekskomunikowany za udział w konsekracji biskupów (był współkonsekratorem). W 1991 r. biskupi FSSPX wyświęcili na biskupa Licinio Rangela, nowego przełożonego FSSPJV (on również zaciągnął na siebie ekskomunikę mocą przyjęcia sakry biskupiej bez zgody papieża). Przyjazne kontakty pomiędzy bractwami trwały do 2002 r., kiedy to FSSPJV pojednało się z Rzymem w zamian za pozwolenie jej kapłanom na niezależność oraz odprawianie tradycyjnej mszy łacińskiej. Bractwo FSSPJV zostało skasowane, a na jego miejsce powstała Apostolska administratura personalna Świętego Jana Marii Vianneya.
W 1983 r. skończyła się kadencja założyciela bractwa, arcybiskupa Lefebvre’a. Na jego miejsce, jako nowego Generalnego Przełożonego Bractwa, kapituła zakonu wybrała Franza Schmidbergera. Wybrano również nowe władze bractwa.
W 1991 r. zmarł arcybiskup Marcel Lefebvre, założyciel bractwa.
W 1994 r., po ukończeniu kadencji Schmidbergera, kapituła zakonna na nowego przełożonego wybrała biskupa Bernarda Fellaya, zwolennika pojednania się z Rzymem.
Przez następne lata dialog między bractwem a Stolicą Apostolską w zasadzie nie istniał. Pierwsze lody przełamano w roku 2000, kiedy w czasie obchodów Wielkiego Jubileuszu Bractwo zdecydowało się na uczestnictwo w pielgrzymce do Rzymu. Wówczas to przewodniczący komisji Ecclesia Dei Darío Castrillón Hoyos spotkał się z biskupem Fellayem i oznajmił mu, że papież jest gotowy nadać bractwu takie same przywileje, status i uprawnienia, jakie zostały nadane administraturze personalnej Świętego Jana Marii Vianneya. Biskup Fellay potraktował te propozycje bardzo ostrożnie, będąc świadomym tego, że byli księża bractwa, teraz zrzeszeni w Bractwie Kapłańskim Świętego Piotra (odprawiający liturgię tradycyjną), są szykanowani przez Watykan i w gruncie rzeczy ogranicza im się możliwość sprawowania liturgii. W obliczu takiej nieufności zażądał dwóch dowodów dobrej woli: zgody i potwierdzenia przez Stolicę Apostolską, że każdy kapłan może odprawiać Mszę trydencką oraz oficjalnego potwierdzenia, że ekskomunika z 1988 r. jest nieważna.
W 2000 roku wznowione zostały rozmowy z Kurią Rzymską dotyczące uregulowania statusu Bractwa oraz wprowadzenia indultu generalnego dla mszy trydenckiej. Efektem tych rozmów było ogłoszenie w 2003 r. przez Pontyfikalną Komisję Ecclesia Dei komunikatu stwierdzającego, że katolicy mogą bez grzechu wypełniać swój obowiązek niedzielny uczestnictwem w mszach sprawowanych przez księży FSSPX. Wcześniej obie strony doszły do porozumienia w kwestii konsekracji z 1988 r. Strona Watykańska stwierdziła, że ekskomunika zostanie zniesiona (a nie jak chciało bractwo uznana za nieważną). Bractwo przystało na ten kompromis.
Dialog został zintensyfikowany za pontyfikatu Benedykta XVI, który miał być dla bractwa przełomowy. Ówczesny papież był uważany za sprzyjającego tradycyjnej liturgii i nauczaniu, do tego władze FSSPX wypowiadały się o nim bardzo pozytywnie, tym bardziej że Benedykta XVI znali z faktu, że od 1988 r., jako prefekt Kongregacji Nauki i Wiary, prowadził dialog z bractwem w imieniu papieża Jana Pawła II. W sierpniu 2005 przyjął na audiencji prywatnej bpa Fellaya. Jednak na pierwszym etapie rozmów nie doszło do porozumienia, które przełożony Bractwa uzależniał od tego, by cały Kościół nawrócił się. Choć z 35 minutowego spotkania nie wyszły żadne konkrety, obie strony uzgodniły, że dalej będą kontynuować rozmowy.
W lipcu 2007 r. papież wydał motu proprio Summorum Pontificum dotyczące przywrócenia możliwości swobodnego odprawiania mszy w nadzwyczajnej formie rytu rzymskiego, co było jednym z gestów dobrej woli w stronę Bractwa i o co między innymi postulowało FSSPX. Według bpa Fellaya wytworzyło to korzystny klimat do dalszych rozmów, pod warunkiem jednak zdjęcia ekskomuniki.
W czerwcu 2008 r. Stolica Apostolska przedstawiła Bractwu ultimatum. Ostateczne ustalenia nie znalazły potwierdzenia w oficjalnych dokumentach Stolicy Apostolskiej, a jedynie przekazywane były przez sprzeczne depesze prasowe.
W nadziei na osiągnięcie pełnej komunii z Kościołem, 21 stycznia 2009 Benedykt XVI zdjął ciążącą na biskupach Bractwa ekskomunikę. 26 października 2009 rozpoczęły się rozmowy doktrynalne Stolicy Apostolskiej i Bractwa w celu dalszego porozumienia. 14 września 2011 na spotkaniu przedstawicieli Bractwa (Bernard Fellay, Nikolaus Pfluger, Alain-Marc Nely) i Kongregacji Nauki Wiary (William Levada, Luis Ladaria Ferrer, Guido Pozzo) Stolica Apostolska przedłożyła Bractwu Preambułę doktrynalną, której akceptacja miała oznaczać wierność Magisterium Kościoła. Odpowiedź na dokument została złożona w grudniu, ale wstępnie została uznana za niewystarczającą.
Próby pojednania z Rzymem wzbudziły duże zaniepokojenie i kontrowersje wielu duchownych, świeckich oraz wiernych bractwa. Miał miejsce konflikt w łonie bractwa z biskupem Richardem Williamsonem, sprzeciwiającym się pojednaniu z Rzymem. Napięta sytuacja spowodowana powołaniem Bractwa Św. Piusa X Tradycyjnej Obserwancji spowodowała, że 24 października 2012 biskup Williamson został wykluczony z bractwa za nieposłuszeństwo.
1 września 2015 papież Franciszek udzielił Bractwu św. Piusa X jurysdykcji spowiedzi na czas trwania Roku Miłosierdzia – od 8 grudnia 2015 do 20 listopada 2016. W ostatnim akapicie listu datowanego na dzień 1 września 2015 i skierowanego do abp. Rina Fisichelli, przewodniczącego Papieskiej Rady ds. Nowej Ewangelizacji, papież napisał: „(…) rozporządzam i postanawiam, że osoby, które w Roku Świętym Miłosierdzia przystąpią do sakramentu pojednania u kapłanów z Bractwa Św. Piusa X, otrzymają ważne i zgodne z prawem rozgrzeszenie”. 2 lipca 2016 w paryskim kościele pw. św. Mikołaja bp Alfonso de Galarreta udzielił święceń kapłańskich diakonowi Abadowi Saburowi, który rozpocznie posługę dla wiernych rytu chaldejskiego. Podczas kazania bp de Galarreta powiedział, że tegoroczne święcenia odbyły się za zgodą Watykanu: „Mam tu ze sobą pismo, które przekazał mi ks. bp Bernard Fellay, w którym Kongregacja Nauki Wiary mówi nam, że możemy udzielić święceń nie pytając o zgodę ordynariusza miejsca, wystarczy jedynie podać nazwiska wyświęconych, co oczywiście zrobimy. Oznacza to, że święcenia nie są ani schizmatyckie, ani nielegalne.”. 21 listopada 2016, w liście apostolskim Misericordia et misera, papież Franciszek przedłużył Bractwu na czas nieokreślony prawo do rozgrzeszania w sakramencie spowiedzi.
11 lipca 2018 kapituła bractwa dokonała zmian personalnych w całym bractwie, nowym przełożonym został ks. Davide Pagliarani.
W maju 2019 roku szwajcarski biskup Chur Vitus Huonder zdecydował się przejść na emeryturę, przy tym ogłosił, że wstępuje w szeregi bractwa oraz że resztę życia spędzi na placówce FSSPX, celebrując msze trydenckie. Przy tym pochwalił postawę bractwa, nawoływał do współpracy i pojednania kościoła, a także skrytykował postępujący w kościele modernizm i niejasności obecnego pontyfikatu. Przy czym zaznaczył, że jego decyzja była uzgodniona i dzieje się za wiedzą i zgodą Stolicy Apostolskiej.

## Doktryna

Międzynarodowe seminarium Bractwa Kapłańskiego Świętego Piusa X w Ecône

Całym sercem i całą duszą należymy do Rzymu katolickiego, stróża wiary katolickiej oraz tradycji niezbędnych do jej zachowania, do wiecznego Rzymu, nauczyciela mądrości i prawdy.
Odrzucamy natomiast i zawsze odrzucaliśmy pójście za Rzymem o tendencji neo-modernistycznej i neo-protestanckiej, która wyraźnie zaznaczyła się podczas soboru watykańskiego II, a po soborze we wszystkich z niego wynikających reformach.
Wszystkie one przyczyniły się, i wciąż się przyczyniają, do zniszczenia Kościoła, zrujnowania kapłaństwa, unicestwienia Najświętszej Ofiary i sakramentów, zaniku życia zakonnego, nauczania na uniwersytetach, w seminariach i w katechizmach naturalizmu i teilhardyzmu, które to prądy wywodzą się z liberalizmu i protestantyzmu, wielokrotnie potępianych przez uroczyste magisterium Kościoła.
Żadna władza, nawet najwyższa w hierarchii, nie może zmusić nas do porzucenia lub umniejszenia wiary katolickiej, którą to magisterium Kościoła jasno wykłada i wyznaje od ponad dziewiętnastu stuleci...

Podstawą działania Bractwa jest przekonanie o panującym kryzysie wewnątrz Kościoła katolickiego, wywołanym przez czynniki zewnętrzne (masonerię i komunistów) i wewnętrzne (modernizm). Apogeum kryzysu zostało osiągnięte przez reformy soboru watykańskiego II. W związku z tym Bractwo przypisuje sobie mandat, na podstawie którego, działając w imię wyższej konieczności, odrzuca część postanowień soboru, czyniąc to w imię wierności Tradycji, rozumianej jako niezmienność Magisterium Kościoła, której sobór ten miał zaprzeczyć. Różnice w nauczaniu soboru watykańskiego II a poprzednimi soborami i postanowieniami papieży, zwłaszcza tych z XIX wieku, które dotyczą liturgii, ekumenizmu i wolności religijnej są przez Bractwo nie do zaakceptowania.
Według Statutu Bractwa, którego kanoniczna ważność wygasła w 1975, powodem powstania wspólnoty była nagląca konieczność formowania gorliwych i wielkodusznych kapłanów, kształconych w oparciu głównie o Sumę Teologiczną św. Tomasza z Akwinu, celem uniknięcia błędów współczesnych, szczególnie liberalizmu i jego następstw.

### Opinia na temat suwerenności Stolicy Apostolskiej
Według Bractwa Stolica Apostolska, wdrażając reformy soboru watykańskiego II, pozbawia się swojej autonomiczności, a urząd papieża przestaje być duchowym przewodnikiem. Zdaniem członków stowarzyszenia, począwszy od rewolucji francuskiej masoneria stopniowo uzależniała hierarchów Kurii Rzymskiej od siebie, przejmując władzę w Stolicy Apostolskiej. Po rewolucji październikowej podobne cele mieli obrać komuniści, którzy również oddziaływali na kardynałów. Główny atak na Kościół wedle doktryny Bractwa przeprowadzony został przez reformy soboru watykańskiego II.

### Kwestionowanie Soboru
Bractwo zakwestionowało soborowe konstytucje: Konstytucję Dogmatyczną o Kościele (Lumen gentium) oraz Konstytucję o Liturgii Świętej (Sacrosanctum concilium), a także Dekret o ekumenizmie (Unitatis redintegratio) oraz Deklarację o wolności religijnej (Dignitatis humanae).
Dokumenty te według Bractwa stoją w sprzeczności z Magisterium Kościoła prezentowanym na przestrzeni wieków, w szczególności wyrażanym w nauczaniu papieży od schyłku XVIII wieku, aż do Piusa XII, jak też w ich walce przeciwko modernizmowi. Fakt zatwierdzenia przez Sobór tych dokumentów tłumaczono m.in. działalnością kardynałów z tzw. frakcji liberalnej (np. Augustin Bea, Achille Liénart, Julius Döpfner, Leon Suenens, Giacomo Lercaro). Mieli oni już od momentu rozpoczęcia przygotowań do soboru podejmować zorganizowane działania, dążące do marginalizacji kardynałów tradycjonalistów oraz obsadzenia kluczowych dla efektów prac Soboru funkcji zwolennikami zmian. Poza tym dokumenty te są przejawem przenikania do Kościoła nurtów związanych z reformacją i laicyzacją, co zwłaszcza jest dowodem wpływów masonerii na decyzje podejmowane w Kościele.

### Krytyka papieży
Założyciel Bractwa, abp Lefebvre, ze względu na troskę o Kościół, wyrażał sprzeciw wobec postanowień Soboru i papieży. Jak sam twierdził, odmówił podpisania dokumentów soborowych do czego miał prawo.
Ostatecznie ściągnął na siebie ekskomunikę za pogwałcenie prawa dotyczącego udzielonej przez niego sakry. Lefebvre i Bractwo tłumaczą to zawsze działaniem w stanie wyższej konieczności powołując się na prawo kanoniczne, które mówi, że biskup udzielający święceń bez mandatu Stolicy Apostolskiej działając w stanie wyższej konieczności nie zaciąga na siebie ekskomuniki także wtedy, gdy tylko on sam uzna, jeśli nawet się myli, że taka konieczność zaistniała.
Niezależnie od tego Bractwo uznaje za prawowitych wszystkich papieży, włącznie z papieżem Leonem XIV, którego imię jest wymieniane w kanonie przez kapłanów Bractwa, a jego portrety umieszczane są w zakrystiach. Podobnie czyni się wobec biskupów miejsca.

Dlatego nie należy się dziwić, że nie udaje się nam porozumieć z Rzymem. Nie będzie to możliwe tak długo zanim Rzym nie powróci do wiary w panowanie Naszego Pana Jezusa Chrystusa, tak długo dopóki będzie twierdził, że wszystkie religie są dobre.

Bractwo zgłaszało krytykę wobec następujących papieży:
- Jana XXIII – za uleganie manipulacjom[64]
- Pawła VI – za liberalizm[65]
- Jana Pawła II – za laicyzację

### Ekumenizm i dialog międzyreligijny
Do podstawowych cech charakteryzujących doktrynę Bractwa należy całkowite odrzucenie jakiegokolwiek dialogu międzyreligijnego i ekumenicznego. Wszystkie wyznania i religie, różne od katolicyzmu, są ze swej natury złe. Lefebvre mówi o Buddzie i Marcinie Lutrze jako o „sługach diabła”. Optymalnym rozwiązaniem, które powinno być celem działania papieża, jest powołanie jak największej liczby katolickich państw wyznaniowych, w których rzymski katolicyzm będzie religią dominującą i jedyną akceptowalną i w których inne wyznania pozbawione będą swoich praw publicznych. Podstawą tej teorii jest przyjęta przez Bractwo koncepcja wolności religijnej, według której wolność religijna rozumiana jest wyłącznie jako nieskrępowane działanie Kościoła w strukturach politycznych. Deklaracja soboru watykańskiego II Dignitatis humanae, wyrażająca przeciwny pogląd, jest według członków Bractwa kolejnym dowodem na uległość współczesnego Kościoła wobec masonerii. Zawarte w soborowej deklaracji twierdzenia o prawie każdego człowieka do wyboru religii z racji swej godności ludzkiej osoby jest w opozycji do uzyskania jak największego wpływu Kościoła na społeczeństwa i cywilizację. Wzorem i wykładnią do pojmowania ekumenizmu i wolności religijnej jest dla członków Bractwa pochodząca z 1864 encyklika Piusa IX Quanta cura.

### Liturgia
Bractwo odrzuca zreformowany Mszał Rzymski, wprowadzony przez papieża Pawła VI w 1969, uznając go za ważny, ale niegodny. Według teologów bractwa reforma liturgii sprotestantyzowała i zbytnio uprościła obrzędy mszy świętej, usuwając z niej wiele istotnych elementów. Bractwo krytykuje usunięcie z nowego mszału modlitw wyrażających ofiarny charakter mszy. FSSPX krytykuje również wprowadzenie do liturgii języków narodowych i usunięcie z niej łaciny, stanowiącej wspólny język dla całego Kościoła, który świadczył o jego jedności i uniwersalności. Księża Bractwa odrzucają również celebrację mszy versus populum, przypominając, że kapłan, celebrując liturgię versus Deum, działa w liturgii in persona Christi (w osobie Chrystusa), staje się przewodnikiem zebranego ludu, prowadząc go do Boga i zarazem uobecniając Jego tajemnice. Symbolem tego ma być zwrócenie celebransa w stronę ołtarza. Bractwo stwierdzając wiele uchybień, jak i niebezpieczeństw w zreformowanym rycie mszalnym, celebruje mszę świętą wyłącznie w formie nadzwyczajnej (trydenckiej) według Mszału Rzymskiego papieża Jana XXIII, z 22 czerwca 1963 roku, z imprimatur biskupa krakowskiego Karola Wojtyły, późniejszego papieża Jana Pawła II.

## Status kanoniczny (kalendarium)
- 1970 – (1 listopada) Powołanie stowarzyszenia życia apostolskiego na prawie diecezjalnym.
- 1976 – (22 lipca) suspensa Marcela Lefebvre’a i zawieszenie działalności Bractwa.
- 1988
  - 2 lipca – Jan Paweł II wydał motu proprio Ecclesia Dei, w którym[81]:
    - potwierdza ekskomunikę biskupów Bractwa (założyciela oraz czterech konsekrowanych przez niego biskupów). Kara nie obejmuje pozostałych duchownych FSSPX ani wiernych[82].
    - powołuje komisję Ecclesia Dei.

  - 18 lipca – Powstanie Bractwa Kapłańskiego Świętego Piotra.
- 1999 – Oświadczenie komisji Ecclesia Dei:

Nieważne są sakramenty pokuty i małżeństwa, wymagają one bowiem stosownej delegacji biskupa miejsca, a tych kapłani FSSPX nie mają. Jeżeli jednak wierny szczerze nie wie o tej przeszkodzie, absolucja kapłana FSSPX jest ważna.

- 2003 – Oświadczenie komisji Ecclesia Dei[17]:
  - Kapłani FSSPX są ważnie wyświęceni, ale są suspendowani.
  - Msze sprawowane przez nich są ważne, choć czynione wbrew prawu kościelnemu,
  - Można wypełnić obowiązek niedzielny na mszy sprawowanej przez kapłana FSSPX,
  - Nie jest grzechem uczestnictwo we mszy w kaplicy FSSPX, gdy wierny nie czyni tego z chęci zdystansowania się od papieża, lecz z chęci uczestnictwa w mszy w rycie trydenckim.
  - Można złożyć skromną ofiarę na mszy.
- 2007
  - Benedykt XVI w liście do biskupów w sprawie motu proprio Summorum pontificum, wspominając przyczyny powstania motu proprio Ecclesia Dei, zwrócił uwagę na aktualny brak jedności pomiędzy Bractwem a papieżem[84]:

W tamtym momencie Papież chciał w taki sposób pomóc przede wszystkim Bractwu Świętego Piusa X w odnalezieniu pełnej jedności z Następcą Piotra, starając się uleczyć ranę, odczuwaną coraz boleśniej. Niestety, do tego pojednania dotąd nie doszło.

- - Papież traktuje sprawę Bractwa SPX jako wewnątrzkościelną[84]:

W ten sposób doszedłem do pozytywnych racji, które skłoniły mnie, aby niniejszym zaktualizować motu proprio wydane w 1988. Chodzi o osiągnięcie wewnętrznego pojednania w łonie Kościoła. Patrząc wstecz na rozłamy, które na przestrzeni wieków raniły Ciało Chrystusa, ciągle ma się wrażenie, że w krytycznych momentach rodzenia się podziałów odpowiedzialni za Kościół nie zrobili wystarczająco wiele, aby zachować lub osiągnąć pojednanie i jedność; odnosi się wrażenie, że zaniedbania w Kościele po części winne są temu, że te podziały mogły się utrwalić.

- 2008
  - 4 czerwca 2008 komisja Ecclesia Dei przedstawiła Bractwu warunki[85] porozumienia ze Stolicą Apostolską. Warunki te zawierały się w pięciu punktach i zobowiązywały do:
    1. odpowiedzi proporcjonalnej do hojności Papieża (sprawa dot. papieskiego dekretu Summorum Pontificum)
    2. unikania wszelkiej publicznej działalności godzącej w szacunek do osoby Ojca Świętego i sprzecznej z kościelną miłością
    3. unikania podawania się za magisterium wyższe od nauczania Ojca Świętego i ukazywania Bractwa jako będącego w opozycji do Kościoła
    4. okazania woli uczciwego działania w pełnej kościelnej miłości i w szacunku dla autorytetu Wikariusza Chrystusa
    5. Ostatni warunek narzucał Bractwu termin odpowiedzi do końca czerwca 2008.

Przełożony bractwa, bp Bernard Fellay, odpowiedział na ultimatum w dniu 26 czerwca 2008. W komunikacie serwisu Radia Watykańskiego z tego samego dnia (26 czerwca 2008) zatytułowanym Fiasko dialogu z lefebrystami potwierdzono poprzednie przecieki prasowe dotyczące wystosowania przez komisję Ecclesia Dei do FSSPX listu w formie ultimatum. Radio Watykańskie powołując się na inne agencje prasowe powieliło informację, że biskup Fellay odrzucił warunki stawiane przez komisję Stolicy Apostolskiej.
Tymczasem rzecznik prasowy FSSPX – ks. Alaina Lorans, stwierdził, że wymagania postawione przez Stolicę Apostolską same w sobie nie są problemem i powtórzył oficjalne stanowisko FSSPX, że Bractwo Świętego Piusa X nie ma ambicji stawiania się na miejscu magisterium wyższego od nauczania Ojca Świętego, nie pragnie też przeciwstawiać się Kościołowi.
- 2009
  - 21 stycznia 2009 Benedykt XVI uwolnił od nałożonej w 1988 kary ekskomuniki obecnego przełożonego FSSPX Bernarda Fellaya oraz trzech innych biskupów – Alfonsa de Gallaretę, Bernarda Tissier de Mallerais'a oraz Richarda Williamsona[89][90]. Zdjęcie ekskomuniki nie jest jednak równoznaczne z uwolnieniem od suspensy[91].
  - 10 marca 2009 Benedykt XVI opublikował List Ojca Świętego do biskupów w sprawie zdjęcia ekskomuniki z czterech biskupów konsekrowanych przez abpa Lefebvre’a[92]:

... Fakt, że Bractwo św. Piusa X nie posiada statusu kanonicznego w Kościele, w ostatecznym rozrachunku nie jest umotywowany racjami dyscyplinarnymi, lecz doktrynalnymi. Dopóki Bractwo nie ma statusu kanonicznego w Kościele, także jego szafarze nie pełnią prawnie posług w Kościele. Tak więc trzeba dokonać rozróżnienia między płaszczyzną dyscyplinarną, dotyczącą osób jako takich, a obszarem doktrynalnym, dotyczącym posługi oraz instytucji. Precyzując to jeszcze raz: dopóki nie są wyjaśnione kwestie dotyczące doktryny, Bractwo nie ma żadnego statusu kanonicznego w Kościele, a jego szafarze – nawet jeśli została z nich zdjęta kara kościelna – nie pełnią w sposób uprawniony żadnej posługi w Kościele....

- - 2 lipca 2009 – Papież wydał motu proprio Ecclesiae Unitatem, w którym samodzielną dotąd komisję Ecclesia Dei przenosi w struktury Kongregacji Nauki Wiary. Ponadto Benedykt XVI uzależnia przyznanie statusu kanonicznego od wyjaśnienia przez Bractwo kwestii doktrynalnych[93][94] oraz przypomina, że do czasu uregulowania statusu kanonicznego, kapłani Bractwa nie sprawują sakramentów zgodnie z prawem.
  - 26 października 2009 rozpoczęły się rozmowy doktrynalne Stolicy Apostolskiej i Bractwa[21][22][23].
- 2011
  - 14 września 2011 na spotkaniu przedstawicieli Bractwa (Bernard Fellay, Nikolaus Pfluger, Alain-Marc Nely) i Kongregacji Nauki Wiary (William Levada, Luis Ladaria Ferrer, Guido Pozzo) Stolica Apostolska przedłożyła Bractwu Preambułę doktrynalną, której akceptacja będzie oznaczała wierność Magisterium Kościoła[24][25]. Odpowiedź na dokument została złożona w grudniu[26][27], ale wstępnie została uznana za niewystarczającą[28].
- 2012
  - 18 kwietnia 2012 – Stolica Apostolska potwierdziła, że otrzymała kolejną odpowiedź Bractwa na preambułę doktrynalną[95].
  - 10 sierpnia 2012 – następuje rozłam w Bractwie Św. Piusa X. Powstaje Bractwo Kapłańskie Św. Piusa X Ścisłej Obserwancji. Nowe bractwo zarzuciło papieżowi Benedyktowi XVI bycie zwolennikiem wolności religijnej i ekumenizmu, natomiast biskupowi Bernardowi Fellayowi zbytnią uległość wobec Stolicy Apostolskiej[29]
- 2015
  - 3 czerwca Kongregacja Nauki Wiary stwierdziła, że Przełożony Generalny Bractwa ma prawo do wydawania kar kanonicznych
  - 1 września 2015 – Papież Franciszek udzielił Bractwu św. Piusa X jurysdykcji spowiedzi na czas trwania Roku Miłosierdzia, który trwał od 8 grudnia 2015 do 20 listopada 2016. W ostatnim akapicie listu datowanego na dzień 1 września 2015 i skierowanego do abp. Seweryna (Rino) Fisichelli, przewodniczącego Papieskiej Rady ds. Nowej Ewangelizacji, Ojciec Święty napisał: (…) rozporządzam i postanawiam, że osoby, które w Roku Świętym Miłosierdzia przystąpią do sakramentu pojednania u kapłanów z Bractwa Św. Piusa X, otrzymają ważne i zgodne z prawem rozgrzeszenie[31][32].
- 2016
  - 2 lipca 2016 w paryskim kościele pw. św. Mikołaja bp Alfonso de Galarreta udzielił święceń kapłańskich diakonowi Abadowi Saburowi, który rozpocznie posługę dla wiernych rytu chaldejskiego. Podczas kazania bp de Galarreta powiedział, iż tegoroczne święcenia odbyły się za zgodą Watykanu: „Mam tu ze sobą pismo, które przekazał mi ks. bp Bernard Fellay, w którym Kongregacja Nauki Wiary mówi nam, że możemy udzielić święceń nie pytając o zgodę ordynariusza miejsca, wystarczy jedynie podać nazwiska wyświęconych, co oczywiście zrobimy. Oznacza to, że święcenia nie są ani schizmatyckie, ani nielegalne.”[33]
  - 21 listopada 2016 – W liście apostolskim Misericordia et misera papież Franciszek przedłużył Bractwu na czas nieokreślony prawo do rozgrzeszania w sakramencie spowiedzi[34].
- 2017
  - 4 kwietnia 2017 – w liście przewodniczącego Komisji Ecclaessia Deii prefekta Kongregacji Nauki i Wiary została przekazana wola papieża Franciszka, by „dać ordynariuszom możliwość delegowania władzy przyjmowania ślubów małżeńskich wiernym, którzy powierzyli się opiece duszpasterskiej bractwa”[96].
- 2019
  - 20 maja 2019 biskup szwajcarskiej diecezji Chur – Vitus Huonder ustąpił z urzędu i za zgodą Stolicy Apostolskiej wstąpił w szeregi Bractwa i do końca życia będzie odprawiał Mszę trydencką[97].

- 2021
  - 16 lipca 2021 – w liście apostolskim w formie motu proprio pt. Traditionis Custodes papież Franciszek mocno ograniczył możliwość sprawowania Mszy Trydenckiej, uzależniając celebracje od zgody biskupa miejsca, bez możliwości odprawiania mszy w kościołach parafialnych (chyba że w drodze udzielonej przez tegoż biskupa dyspensy od prawa). Papież Franciszek zastąpił zatem motu proprio Summorum Pontificum Benedykta XVI[98]. W odpowiedzi przełożony Bractwa, ks. Davide Pagliarani wydał komunikat, w którym stwierdził m.in., że „Bóg Wszechmogący pozwolił na to wszystko, [...] z pewnością dla większego dobra”, sugerując, że tak trudne warunki sprzyjają docenieniu daru mszy oraz, że „Msza Trydencka nigdy nie zniknie z powierzchni ziemi”[99].

## Działalność w Polsce

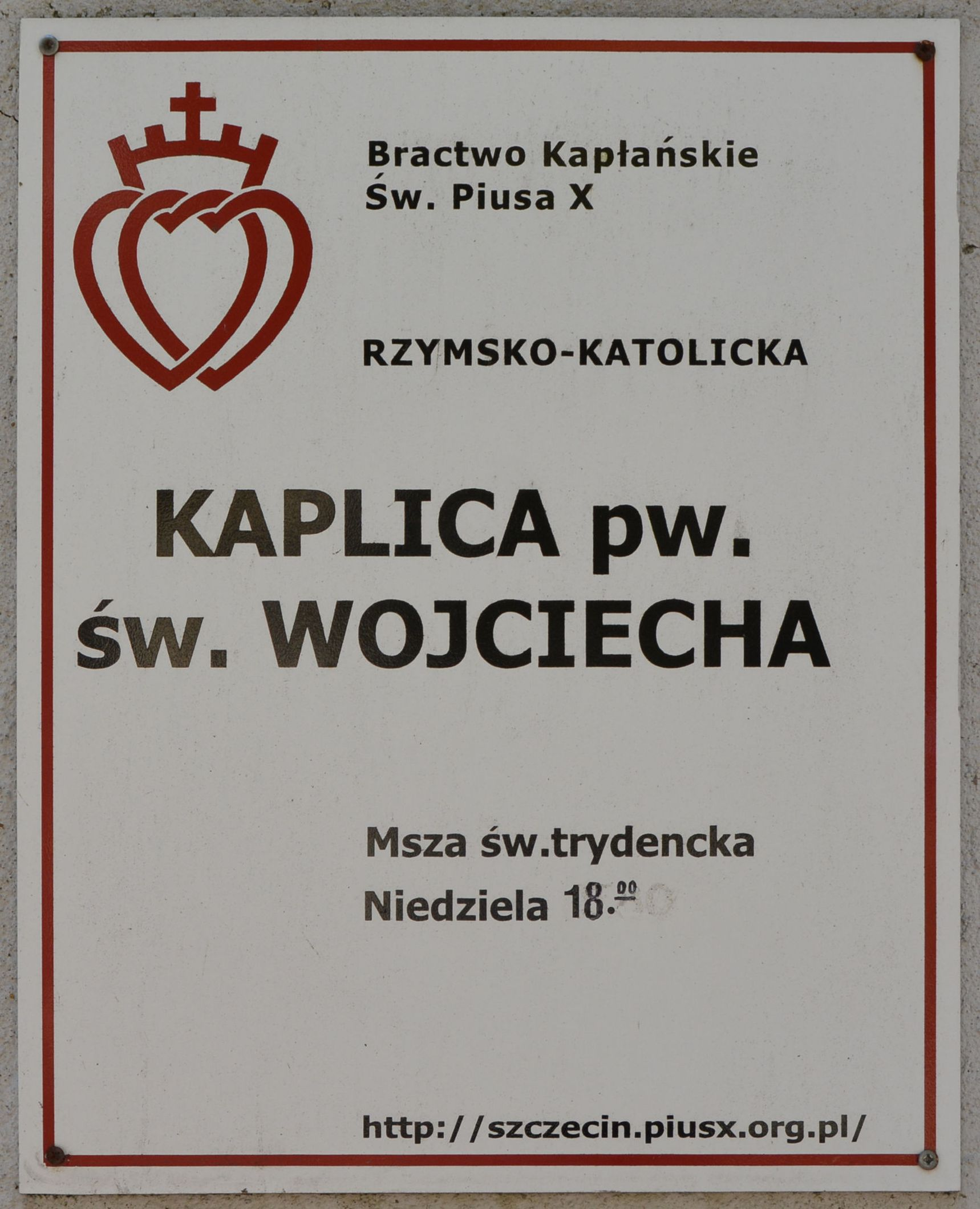
Tablica przed kaplicą FSSPX w Szczecinie przy ul. Monte Cassino 30

W Polsce Bractwo Kapłańskie Świętego Piusa X działa od początku lat 90. XX wieku, pierwszym księdzem który przeszedł do bractwa i był pierwszym polskim księdzem tego zgromadzenia był jezuita, o. Edward Wesołek, wcześniej duszpasterz Romów w Polsce. Przełożonym Bractwa na terenie Polski był ks. Karol Stehlin (do końca sierpnia 2014). Następcą był ksiądz Łukasz Weber, który pełnił funkcję do października 2018, kiedy zastąpił go ponownie ks. Karol Stehlin. Obecny Przełożony, ksiądz Łukasz Weber będzie łącznikiem Domu Generalnego w Menzingen z wiernymi języka niemieckiego.
Bractwo posiada przeoraty w Warszawie, Krakowie, Poznaniu i Gdyni; kościoły w Warszawie i Gdyni, dom rekolekcyjny w Bajerzu, kaplice w: Bajerzu, Bukowcu, Chorzowie, Częstochowie, Jarosławiu, Józefowie, Krakowie, Lublinie, Zamościu, Ostrołęce, Nowym Sączu, Zgierzu, Olsztynie, Poznaniu, Radomiu, Tarnowie, Szczecinie, Wrocławiu, Rzeszowie (Zaczernie), Bolesławcu, Gnieźnie, Krośnie, Opolu, Bielsku-Białej,  Słupsku, Suwałkach, Bydgoszczy, Białymstoku i Tczewie, a także misje w Pile, Kołobrzegu, Jastrzębiu-Zdroju, Zielonej Górze i Kielcach. Bractwo opiekuje się dwiema szkołami: podstawową im. Świętej Rodziny w Józefowie oraz liceum ogólnokształcącym im. św. Tomasza z Akwinu w Józefowie, przedszkolem „Załoga Pana Boga”, a także dwiema organizacjami młodzieżowymi Christus Rex oraz Krucjatą Niepokalanej. Zgromadzenie prowadzi wydawnictwo Te Deum oraz wydaje dwumiesięcznik (kiedyś miesięcznik) „Zawsze wierni” kierowany przez redaktora naczelnego ks. Szymona Bańkę FSSPX, wokół którego grupują się publicyści tradycjonalistyczni przychylni bractwu np. Jacek Bartyzel. Poza tym bractwo działa przez internet, organizuje również różne akcje np. rekolekcje ignacjańskie czy krucjaty różańcowe.
Pod koniec 2012 w Polsce pracowało dziewięciu prezbiterów Bractwa pod przewodnictwem Karola Stehlina.
Dnia 29 czerwca 2021 Dom Autonomiczny Europy Środkowo-Wschodniej w Warszawie otrzymał status dystryktu. Przełożonym został ks. Karol Stehlin, pierwszym asystentem ks. Dawid Wierzycki, drugim asystentem ks. Konstantyn Najmowicz, ekonomem zaś został ks. Hubert Kuszpa. Nowo powstały dystrykt obejmuje obszary: Polski, Białorusi, Estonii, Litwy, Łotwy, Rosji oraz Ukrainy.
Dystrykt Polski Bractwa św. Piusa X
Na mocy decyzji Rady Generalnej Bractwa św. Piusa X w lutym 2025 roku ogłoszono, że dotychczasowy Dystrykt Europy Środkowo-Wschodniej został przekształcony w Dystrykt Polski. Zmiana ta jest analogiczna do struktury Dystryktu Austrii, który obejmuje kilka krajów. Dystrykt Polski obejmuje państwa Europy Wschodniej, takie jak Białoruś, Rosja i Ukraina, a także kraje bałtyckie (Estonia, Litwa i Łotwa) oraz skandynawskie (Dania, Finlandia, Norwegia i Szwecja), które wcześniej należały do Dystryktu Wielkiej Brytanii. Na czele Dystryktu stoi ks. Karol Stehlin FSSPX.
W ramach Dystryktu Polski działa 33 kapłanów, z czego 26 to członkowie Bractwa, a pozostali to kapłani stowarzyszeni. Wśród nich znajduje się 24 Polaków, a także księża z Litwy (dwóch), Niemiec (dwóch) oraz po jednym z Estonii, Łotwy, Rosji, Szwecji i Szwajcarii. Dodatkowo, trzech Polaków pełni posługę poza granicami kraju: jeden jest kapucynem w klasztorze w Morgon, drugi wykładowcą w seminarium w Zaitzkofen, a trzeci duszpasterzem w Dystrykcie Austrii.
W Dystrykcie Polski pracuje pięciu braci Bractwa, a szósty jest w trakcie formacji w Zaitzkofen. Ponadto, jeden nowicjusz przygotowuje się do złożenia przyrzeczeń zakonnych.
W seminarium Najświętszego Serca Pana Jezusa, które jest związane z Dystryktem Polski, studiuje 22 kleryków, w tym 19 Polaków, jeden Białorusin, jeden Duńczyk i jeden Estończyk.
W Dystrykcie posługują również dwie Polki jako oblatki: jedna w dystrykcie, a druga poza nim. Dodatkowo, jedna Polka jest członkinią zgromadzenia Sióstr Bractwa św. Piusa X (SFSPX). Z Polski pochodzi sześć sióstr z tradycyjnych zgromadzeń zakonnych, w tym cztery pocieszycielki Najświętszego Serca Pana Jezusa (Narnia, Włochy), karmelitanka (Eynesse, Francja) oraz dominikanka nauczająca (Fanjeaux, Francja).

### Stanowisko episkopatu polskiego
Stanowisko Konferencji Episkopatu Polski wobec działalności Bractwa Św. Piusa X na terenie Polski zostało ogłoszone 27 listopada 1998. W swoim komunikacie odczytanym w kościołach Konferencja Episkopatu Polski jednoznacznie określiła, że uważa to zgromadzenie kapłańskie za grupę schizmatycką. Bractwo wkrótce odpowiedziało na ten komunikat, wydając swoje oświadczenie w tej sprawie.
Podobne stanowisko kilka lat później zajął również arcybiskup metropolita gdański Tadeusz Gocłowski, który w liście pasterskim z 8 stycznia 2008 odczytanym w kościołach archidiecezji gdańskiej 13 stycznia 2008 przestrzegał wiernych pod sankcją karną przed uczestnictwem w nabożeństwach i mszach odprawianych przez Bractwo Świętego Piusa X.
W liście z 17 grudnia 2010 kierowanym do duchownych i wiernych archidiecezji przemyskiej i stanowiącym odpowiedź na powstanie na terenie parafii Lubatowa kaplicy Bractwa, abp Józef Michalik zabrania uczestniczyć w liturgii sprawowanej przez członków Bractwa, którzy działają bez mandatu biskupa. Ponadto nakazuje wyjaśnienie wiernym stanu kanonicznego Bractwa.
W liście z 10 marca 2023 skierowanym do wiernych diecezji kieleckiej, biskup Jan Piotrowski przestrzegł przed korzystaniem z apostolatu bractwa, ze względu na nieuregulowany status kanoniczny i zachęcił do uczestnictwa w mszach trydenckich na terenie diecezji. W pierwszym liście z dnia 4 marca 2023 wikariusz biskupi ks. Andrzej Kaleta przestrzegał wiernych przed uczestnictwem w mszach świętych sprawowanych przez FSSPX pod karą ekskomuniki latae sententiae. „Komunikat, który został wydany 3 marca 2023 r., dotyczący Bractwa św. Piusa X, jest nieaktualny” – pisze rzecznik prasowy Kurii Diecezjalnej w Kielcach ks. Łukasz Zygmunt.

## Status obecny FSSPX
Bractwo według statusu z 22 kwietnia 2018 liczyło 637 księży obecnych w 37 krajach i aktywnych w 35 innych. Poza tym miało obecnych około 123 braci zakonnych, 200 sióstr zakonnych, 79 oblatów oraz 204 seminarzystów w sześciu seminariach, poza tym posiadało 56 przed seminarzystów (w seminarium wstępnym). Poza tym FSSPX prowadziło na całym świecie ponad 100 szkół, 7 domów opieki, 4 klasztory karmelitańskie, 2 uniwersytety. Poza tym w swoich szeregach miało około 19 sióstr misjonarek pracujących w Kenii. Obecny w życiu zakonnym bractwa jest też Trzeci Zakon, tzw. tercjarze oparci na regule franciszkańskiej – są to świeccy którzy przyjęli sposób życia bractwa i składają część ślubów. Trzeci zakon liczy sobie kilka tysięcy członków.
W 2020 roku bractwo liczyło 680 księży i 217 seminarzystów.

## Władze bractwa
Bractwem zarządza 40-osobowa kapituła zakonna, która wybiera przełożonego generalnego, który stoi na czele bractwa, poza tym wybiera również pozostałe władze bractwa, w tym również dwóch jego asystentów. Kapituła wybiera również przełożonych domów autonomicznych (jednostek terytorialnych bractwa, na których działają). Kapituły zbierają się co 12 lat, tyle też trwa kadencja każdego Przełożonego Bractwa, kadencja może zostać powtórzona po raz drugi. Obecnym Przełożonym Generalnym Bractwa jest ks. Dawid Pagliarani, zaś jego asystentami są: pierwszym bp Alfonso de Galarreta, zaś drugim ks. Christian Bouchacourt.

### Wspólnoty sedewakantystyczne (wywodzące się z FSSPX)
- Bractwo Kapłańskie Świętego Piusa V
- Kongregacja Niepokalanej Maryi Królowej